# 小行星列表/115901-116000
| 名稱                    | 臨時編號  | 發現日期       | 發現地點 | 發現者                 |
| ----------------------- | --------- | -------------- | -------- | ---------------------- |
| 小行星115901            | 2003 VK10 | 2003年11月15日 | 帕洛马山 | 近地小行星追踪         |
| 小行星115902            | 2003 VU11 | 2003年11月3日  | 索科罗   | 林肯近地小行星研究小组 |
| 小行星115903            | 2003 VZ11 | 2003年11月3日  | 索科罗   | 林肯近地小行星研究小组 |
| 小行星115904            | 2003 WC   | 2003年11月16日 | 基特峰   | 太空监视               |
| 小行星115905            | 2003 WT   | 2003年11月16日 | 卡特林那 | 卡特林那巡天系统       |
| 小行星115906            | 2003 WB1  | 2003年11月16日 | 卡特林那 | 卡特林那巡天系统       |
| 小行星115907            | 2003 WP1  | 2003年11月16日 | 卡特林那 | 卡特林那巡天系统       |
| 小行星115908            | 2003 WZ1  | 2003年11月16日 | 卡特林那 | 卡特林那巡天系统       |
| 小行星115909            | 2003 WF3  | 2003年11月16日 | 基特峰   | 太空监视               |
| 小行星115910            | 2003 WV3  | 2003年11月16日 | 卡特林那 | 卡特林那巡天系统       |
| 小行星115911            | 2003 WB4  | 2003年11月16日 | 卡特林那 | 卡特林那巡天系统       |
| 小行星115912            | 2003 WK5  | 2003年11月18日 | 帕洛马山 | 近地小行星追踪         |
| 小行星115913            | 2003 WS5  | 2003年11月18日 | 帕洛马山 | 近地小行星追踪         |
| 小行星115914            | 2003 WE6  | 2003年11月18日 | 帕洛马山 | 近地小行星追踪         |
| 小行星115915            | 2003 WT6  | 2003年11月18日 | 帕洛马山 | 近地小行星追踪         |
| 小行星115916            | 2003 WB8  | 2003年11月18日 | 索科罗   | 林肯近地小行星研究小组 |
| 小行星115917            | 2003 WE8  | 2003年11月16日 | 基特峰   | 太空监视               |
| 小行星115918            | 2003 WG9  | 2003年11月18日 | 基特峰   | 太空监视               |
| 小行星115919            | 2003 WS10 | 2003年11月18日 | 基特峰   | 太空监视               |
| 小行星115920            | 2003 WO11 | 2003年11月18日 | 帕洛马山 | 近地小行星追踪         |
| 小行星115921            | 2003 WQ11 | 2003年11月18日 | 帕洛马山 | 近地小行星追踪         |
| 小行星115922            | 2003 WR11 | 2003年11月18日 | 帕洛马山 | 近地小行星追踪         |
| 小行星115923            | 2003 WS11 | 2003年11月18日 | 帕洛马山 | 近地小行星追踪         |
| 小行星115924            | 2003 WH12 | 2003年11月18日 | 帕洛马山 | 近地小行星追踪         |
| 小行星115925            | 2003 WZ14 | 2003年11月16日 | 基特峰   | 太空监视               |
| 小行星115926            | 2003 WJ17 | 2003年11月18日 | 帕洛马山 | 近地小行星追踪         |
| 小行星115927            | 2003 WQ17 | 2003年11月18日 | 帕洛马山 | 近地小行星追踪         |
| 小行星115928            | 2003 WB19 | 2003年11月19日 | 索科罗   | 林肯近地小行星研究小组 |
| 小行星115929            | 2003 WU20 | 2003年11月19日 | 索科罗   | 林肯近地小行星研究小组 |
| 小行星115930            | 2003 WH22 | 2003年11月19日 | 帕洛马山 | 近地小行星追踪         |
| 小行星115931            | 2003 WJ22 | 2003年11月19日 | 索科罗   | 林肯近地小行星研究小组 |
| 小行星115932            | 2003 WF23 | 2003年11月18日 | 基特峰   | 太空监视               |
| 小行星115933            | 2003 WP23 | 2003年11月18日 | 基特峰   | 太空监视               |
| 小行星115934            | 2003 WJ24 | 2003年11月19日 | 基特峰   | 太空监视               |
| 小行星115935            | 2003 WF25 | 2003年11月18日 | 基特峰   | 太空监视               |
| 小行星115936            | 2003 WF26 | 2003年11月18日 | 图森     | Goodricke-Pigott       |
| 小行星115937            | 2003 WG26 | 2003年11月18日 | 图森     | R. A. Tucker           |
| 小行星115938            | 2003 WV28 | 2003年11月18日 | 基特峰   | 太空监视               |
| 小行星115939            | 2003 WC29 | 2003年11月18日 | 帕洛马山 | 近地小行星追踪         |
| 小行星115940            | 2003 WD29 | 2003年11月18日 | 基特峰   | 太空监视               |
| 小行星115941            | 2003 WE29 | 2003年11月18日 | 基特峰   | 太空监视               |
| 小行星115942            | 2003 WR29 | 2003年11月18日 | 基特峰   | 太空监视               |
| 小行星115943            | 2003 WC30 | 2003年11月18日 | 基特峰   | 太空监视               |
| 小行星115944            | 2003 WD30 | 2003年11月18日 | 基特峰   | 太空监视               |
| 小行星115945            | 2003 WE30 | 2003年11月18日 | 基特峰   | 太空监视               |
| 小行星115946            | 2003 WU30 | 2003年11月18日 | 基特峰   | 太空监视               |
| 小行星115947            | 2003 WJ32 | 2003年11月18日 | 基特峰   | 太空监视               |
| 小行星115948            | 2003 WQ32 | 2003年11月18日 | 基特峰   | 太空监视               |
| 小行星115949            | 2003 WL33 | 2003年11月18日 | 基特峰   | 太空监视               |
| 小行星115950Kocherpeter | 2003 WT33 | 2003年11月18日 | Vicques  | Vicques                |
| 小行星115951            | 2003 WD34 | 2003年11月19日 | 基特峰   | 太空监视               |
| 小行星115952            | 2003 WG34 | 2003年11月19日 | 基特峰   | 太空监视               |
| 小行星115953            | 2003 WJ35 | 2003年11月19日 | 索科罗   | 林肯近地小行星研究小组 |
| 小行星115954            | 2003 WD40 | 2003年11月19日 | 基特峰   | 太空监视               |
| 小行星115955            | 2003 WJ40 | 2003年11月19日 | 基特峰   | 太空监视               |
| 小行星115956            | 2003 WK40 | 2003年11月19日 | 基特峰   | 太空监视               |
| 小行星115957            | 2003 WS40 | 2003年11月19日 | 基特峰   | 太空监视               |
| 小行星115958            | 2003 WD41 | 2003年11月19日 | 基特峰   | 太空监视               |
| 小行星115959            | 2003 WJ41 | 2003年11月19日 | 基特峰   | 太空监视               |
| 小行星115960            | 2003 WK41 | 2003年11月19日 | 基特峰   | 太空监视               |
| 小行星115961            | 2003 WM41 | 2003年11月19日 | 基特峰   | 太空监视               |
| 小行星115962            | 2003 WN41 | 2003年11月19日 | 基特峰   | 太空监视               |
| 小行星115963            | 2003 WO41 | 2003年11月19日 | 基特峰   | 太空监视               |
| 小行星115964            | 2003 WH42 | 2003年11月21日 | 索科罗   | 林肯近地小行星研究小组 |
| 小行星115965            | 2003 WY43 | 2003年11月19日 | 帕洛马山 | 近地小行星追踪         |
| 小行星115966            | 2003 WH44 | 2003年11月19日 | 帕洛马山 | 近地小行星追踪         |
| 小行星115967            | 2003 WQ44 | 2003年11月19日 | 帕洛马山 | 近地小行星追踪         |
| 小行星115968            | 2003 WT44 | 2003年11月19日 | 帕洛马山 | 近地小行星追踪         |
| 小行星115969            | 2003 WA45 | 2003年11月19日 | 帕洛马山 | 近地小行星追踪         |
| 小行星115970            | 2003 WQ45 | 2003年11月19日 | 帕洛马山 | 近地小行星追踪         |
| 小行星115971            | 2003 WR45 | 2003年11月19日 | 帕洛马山 | 近地小行星追踪         |
| 小行星115972            | 2003 WK46 | 2003年11月18日 | 帕洛马山 | 近地小行星追踪         |
| 小行星115973            | 2003 WM49 | 2003年11月19日 | 索科罗   | 林肯近地小行星研究小组 |
| 小行星115974            | 2003 WS54 | 2003年11月20日 | 索科罗   | 林肯近地小行星研究小组 |
| 小行星115975            | 2003 WJ55 | 2003年11月20日 | 索科罗   | 林肯近地小行星研究小组 |
| 小行星115976            | 2003 WQ55 | 2003年11月20日 | 索科罗   | 林肯近地小行星研究小组 |
| 小行星115977            | 2003 WC56 | 2003年11月20日 | 索科罗   | 林肯近地小行星研究小组 |
| 小行星115978            | 2003 WQ56 | 2003年11月21日 | 索科罗   | 林肯近地小行星研究小组 |
| 小行星115979            | 2003 WX56 | 2003年11月18日 | 基特峰   | 太空监视               |
| 小行星115980            | 2003 WH58 | 2003年11月18日 | 基特峰   | 太空监视               |
| 小行星115981            | 2003 WT58 | 2003年11月18日 | 基特峰   | 太空监视               |
| 小行星115982            | 2003 WE59 | 2003年11月18日 | 基特峰   | 太空监视               |
| 小行星115983            | 2003 WJ59 | 2003年11月18日 | 基特峰   | 太空监视               |
| 小行星115984            | 2003 WZ60 | 2003年11月19日 | 基特峰   | 太空监视               |
| 小行星115985            | 2003 WE61 | 2003年11月19日 | 基特峰   | 太空监视               |
| 小行星115986            | 2003 WT61 | 2003年11月19日 | 基特峰   | 太空监视               |
| 小行星115987            | 2003 WA62 | 2003年11月19日 | 基特峰   | 太空监视               |
| 小行星115988            | 2003 WQ62 | 2003年11月19日 | 基特峰   | 太空监视               |
| 小行星115989            | 2003 WD63 | 2003年11月19日 | 基特峰   | 太空监视               |
| 小行星115990            | 2003 WF64 | 2003年11月19日 | 基特峰   | 太空监视               |
| 小行星115991            | 2003 WH64 | 2003年11月19日 | 基特峰   | 太空监视               |
| 小行星115992            | 2003 WV65 | 2003年11月19日 | 基特峰   | 太空监视               |
| 小行星115993            | 2003 WF67 | 2003年11月19日 | 基特峰   | 太空监视               |
| 小行星115994            | 2003 WP68 | 2003年11月19日 | 基特峰   | 太空监视               |
| 小行星115995            | 2003 WT69 | 2003年11月19日 | 基特峰   | 太空监视               |
| 小行星115996            | 2003 WZ70 | 2003年11月20日 | 帕洛马山 | 近地小行星追踪         |
| 小行星115997            | 2003 WP72 | 2003年11月20日 | 索科罗   | 林肯近地小行星研究小组 |
| 小行星115998            | 2003 WS72 | 2003年11月20日 | 索科罗   | 林肯近地小行星研究小组 |
| 小行星115999            | 2003 WD73 | 2003年11月20日 | 索科罗   | 林肯近地小行星研究小组 |
| 小行星116000            | 2003 WK73 | 2003年11月20日 | 索科罗   | 林肯近地小行星研究小组 |